# 南畑大排水路
南畑大排水路（なんばただいはいすいろ）は、埼玉県富士見市を流れる新河岸川支流の河川。

## 概要
富士見市南畑新田の旧荒川河道だったびん沼川下流部から取水する。荒川右岸側の水田地帯を流下し浦和所沢バイパスをくぐり、富士見市水子付近で新河岸川に合流する。南畑地区の排水路として使用されていた。

## 周辺
- 登戸公園
- 難波田城
- 立教大学総合グラウンド
- 埼玉県富士見中継ポンプ場

## 橋梁
- 名称不明
- 新田橋
- 下南畑橋（埼玉県道113号川越新座線）
- ふれあい橋
- 柳堤橋
- せせらぎ橋
- 新道橋
- 名称不明
- 国道254号バイパス側道
- 国道254号富士見バイパス
- 国道463号浦和所沢バイパス
- 名称不明